# Occidryas rubyae
Occidryas rubyae är en fjärilsart som beskrevs av Hower 1935. Occidryas rubyae ingår i släktet Occidryas och familjen praktfjärilar. Inga underarter finns listade i Catalogue of Life.